# Padbroddzie
Padbroddzie (biał. Падброддзе; ros. Падброддзе) – wieś na Białorusi, w obwodzie mohylewskim, w rejonie mohylewskim, w sielsowiecie Zawadskaja Słabada.